# Erik Andersson i Grindby
Erik Andersson (i riksdagen kallad Andersson i Grindby), född 18 februari 1772 i Adelsö socken, död 24 maj 1871 i Adelsö socken, var en svensk riksdagsman i bondeståndet.
Andersson företrädde Färentuna härad av Stockholms län vid riksdagarna 1809–1810, 1810 och 1812. 
Under 1809–1810 års riksdag var han adjungerad ledamot i bondeståndets enskilda besvärsutskott, suppleant i förstärkta statsutskottet och elektor för justitieombudsmansvalet. Vid den urtima riksdagen 1810 var Andersson elektor för bondeståndets utskottsval, ledamot i bevillningsutskottet, elektor för justitieombudsmansvalet, ledamot i opinionsnämnden och elektor för val av tryckfrihetskommitterade.
Vid 1812 års urtima riksdag blev Andersson förklarad ovärdig att vidare vara ledamot av bondeståndet. Han hade vid de två föregående riksdagarna vägrat underskriva riksdagsbesluten och 1810 års succesionsordning. Sommaren 1809 hade han varit tilltalad och häktad i ett mål som rörde oroliga uppträden vid en sockenstämma i Adelsö, sammankallad med anledning av Kunglig majestäts påbud om utskrivning av försträkningsmanskap i socknen. Andersson hade varit hindrande för stämmans fortång och Svea hovrätt dömde honom till 14 dagars fängelse vid vatten och bröd.